# Hotel Portofino

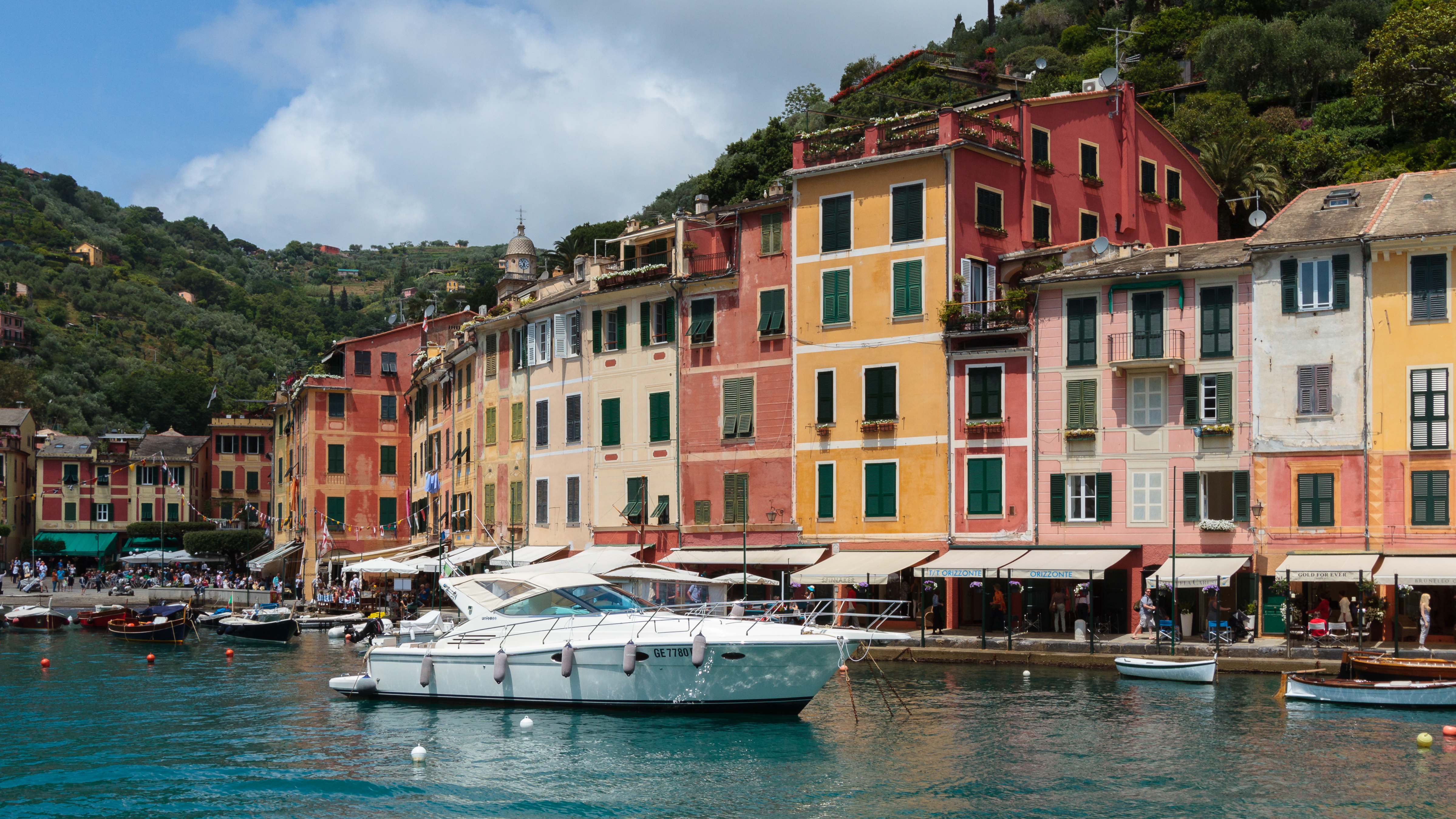
Hotel de la sèrie.

Hotel Portofino és una sèrie de televisió britànica de 2022 dramàtica d'època creada i escrita per Matt Baker i dirigida per Adam Wimpenny.
La primera temporada, de sis episodis, es va estrenar íntegrament a la plataforma d'internet de la BBC, BritBox, el 27 de gener de 2022, mentre que a Itàlia es va emetre pel canal Sky Serie a partir del 28 de febrer de 2022. A TV3 es va començar a emetre el 2 de gener de 2023 amb bona recepció per part de l'audiència. També s'ha doblat al valencià per a À Punt, que va començar a emetre-la el 30 de juliol de 2023.

## Argument
Itàlia, 1926. Bella Ainsworth, filla d'un adinerat industrial anglès, es trasllada a Itàlia per obrir un luxós hotel d'estil britànic a la localitat lígur de Portofino, a la Riviera de Llevant. L'acompanyen el seu polèmic marit Cecil i els seus dos fills, l'Alice i el Lucian, encara marcats pels horrors de la Gran Guerra. Mentre la Bella intenta tirar endavant l'hotel i donar a la seva família un futur de benestar i independència econòmica, s'haurà d'enfrontar a l'assetjament d'un polític local i a l'ascens d'una nova amenaça, el partit feixista, que cada cop guanya més protagonisme.

## Repartiment

### Principal
- Natascha McElhone com a Bella Ainsworth, propietària de l'hotel.
- Mark Umbers com a Cecil Ainsworth, marit de la Bella.
- Lucy Akhurst com a Julia Drummond-Ward, aristòcrata i antiga amiga de lord Cecil.
- Louisa Binder com a Constance March, mainadera de la Lottie.
- Elizabeth Carling com a Betty Scanlon, cuinera de l'hotel i amiga de la Constance.
- Oliver Dench com a Lucian Ainsworth, fill de la Bella i de lord Cecil.
- Pasquale Esposito com a Vincenzo Danioni, tinent d'alcalde de Portofino i membre del Partit Nacional Feixista.
- Assad Zaman com el doctor Anish Sengupta, company de guerra del Lucian.
- Lily Frazer com a Claudine Pascal, artista i dona del Jack.
- Adam James com a Jack Turner, marxant d'art i marit de la Claudine.
- Louis Healy com a Billy Scanlon, fill de la Betty i cambrer de l'hotel.
- Anna Chancellor com a lady Latchmere.
- Imogen King com a Melissa de Vere, neta de lady Latchmere.
- Olivia Morris com a Alice Mays-Smith, filla de la Bella i el Cecil i mare de la Lottie.
- Daniele Pecci com el comte Carlo Albani.
- Lorenzo Richelmy com a Roberto Albani, fill del comte.
- Claude Scott-Mitchell com a Rose Drummond-Ward.
- Rocco Fasano com a Gianluca Bruzzone.

### Secundari
- Carolina Gonnelli com a Paola, cambrera de l'hotel.
- Petar Benčić com a Francesco, empleat de l'hotel.
- Maya Ramadan com a Lottie Mays-Smith, filla de l'Alice.
- Henry Tomlinson com el vescomte Heddon.
- Dominic Tighe com a Pelham Wingfield, excampió de tenis.
- Bethan Cullinane com a Lizzie Wingfield, dona del Pelham.

## Episodis
Primera temporada
| Núm. d'història | Episodi | Títol en català central | Títol en valencià      | Direcció      | Guió       | Data d'emissió original | Data d'estrena a TV3 | Data d'estrena a À Punt |
| --------------- | ------- | ----------------------- | ---------------------- | ------------- | ---------- | ----------------------- | -------------------- | ----------------------- |
| 1               | 1       | «Primeres impressions»  | «Primeres impressions» | Adam Wimpenny | Matt Baker | 27 de gener de 2022     | 2 de gener de 2023   | 30 de juliol de 2023    |
|                 |         |                         |                        |               |            |                         |                      |                         |
| 2               | 2       | «Lliçons»               | «Classes»              | Adam Wimpenny | Matt Baker | 3 de febrer de 2022     | 2 de gener de 2023   | 30 de juliol de 2023    |
|                 |         |                         |                        |               |            |                         |                      |                         |
| 3               | 3       | «Invitacions»           | «Invitacions»          | Adam Wimpenny | Matt Baker | 10 de febrer de 2022    | 3 de gener de 2023   | 6 d'agost de 2023       |
|                 |         |                         |                        |               |            |                         |                      |                         |
| 4               | 4       | «Revelacions»           | «Revelacions»          | Adam Wimpenny | Matt Baker | 17 de febrer de 2022    | 3 de gener de 2023   | 6 d'agost de 2023       |
|                 |         |                         |                        |               |            |                         |                      |                         |
| 5               | 5       | «Troballes»             | «Descobriments»        | Adam Wimpenny | Matt Baker | 24 de febrer de 2022    | 4 de gener de 2023   | 13 d'agost de 2023      |
|                 |         |                         |                        |               |            |                         |                      |                         |
| 6               | 6       | «Desenllaços»           | «Desenllaços»          | Adam Wimpenny | Matt Baker | 3 de març de 2022       | 4 de gener de 2023   | 13 d'agost de 2023      |
|                 |         |                         |                        |               |            |                         |                      |                         |

Segona temporada
| Núm. d'història | Episodi | Títol en valencià | Títol en català central | Direcció      | Guió       | Data d'emissió original | Data d'estrena a À Punt | Data d'estrena a TV3 |
| --------------- | ------- | ----------------- | ----------------------- | ------------- | ---------- | ----------------------- | ----------------------- | -------------------- |
| 7               | 1       | «Retorns»         | «Tornades»              | Adam Wimpenny | Matt Baker | 12 de febrer de 2023    | 20 d'agost de 2023      | 8 de juliol de 2024  |
|                 |         |                   |                         |               |            |                         |                         |                      |
| 8               | 2       | «Aliances»        | «Aliances»              | Adam Wimpenny | Matt Baker | 19 de febrer de 2023    | 20 d'agost de 2023      | 8 de juliol de 2024  |
|                 |         |                   |                         |               |            |                         |                         |                      |
| 9               | 3       | «Reunions»        | «Retrobaments»          | Adam Wimpenny | Matt Baker | 26 de febrer de 2023    | 27 d'agost de 2023      | 9 de juliol de 2024  |
|                 |         |                   |                         |               |            |                         |                         |                      |
| 10              | 4       | «Contorsions»     | «Contorsions»           | Adam Wimpenny | Matt Baker | 5 de març de 2023       | 27 d'agost de 2023      | 9 de juliol de 2024  |
|                 |         |                   |                         |               |            |                         |                         |                      |
| 11              | 5       | «Subterfugis»     | «Subterfugis»           | Adam Wimpenny | Matt Baker | 12 de març de 2023      | 3 de setembre de 2023   | 10 de juliol de 2024 |
|                 |         |                   |                         |               |            |                         |                         |                      |
| 12              | 6       | «Comiats»         | «Comiats»               | Adam Wimpenny | Matt Baker | 19 de març de 2023      | 3 de setembre de 2023   | 10 de juliol de 2024 |
|                 |         |                   |                         |               |            |                         |                         |                      |

Tercera temporada
| Núm. d'història | Episodi | Títol original | Direcció | Guió | Data d'emissió original |
| --------------- | ------- | -------------- | -------- | ---- | ----------------------- |
| 13              | 1       | «Entitled»     |          |      | 25 d'abril de 2024      |
|                 |         |                |          |      |                         |
| 14              | 2       | «Proposals»    |          |      | 25 d'abril de 2024      |
|                 |         |                |          |      |                         |
| 15              | 3       | «Realisations» |          |      | 25 d'abril de 2024      |
|                 |         |                |          |      |                         |
| 16              | 4       | «Experiments»  |          |      | 25 d'abril de 2024      |
|                 |         |                |          |      |                         |
| 17              | 5       | «Revelations»  |          |      | 25 d'abril de 2024      |
|                 |         |                |          |      |                         |
| 18              | 6       | «Masquerades»  |          |      | 25 d'abril de 2024      |
|                 |         |                |          |      |                         |

## Producció
Matt Baker va crear i escriure la sèrie a la tardor del 2020. El rodatge va tenir lloc a la localitat italiana de Portofino, i croates de Rijeka, Lovran i Rovinj el 2021. Una adaptació literària de la sèrie, escrita per JP O'Connell, es va publicar el desembre de 2021 abans del llançament de la sèrie a BritBox.
L'abril de 2022, la sèrie va renovar-se per a una segona temporada. El rodatge de la segona temporada va tenir lloc a Croàcia el juliol de 2022 i va ser la producció televisiva més important de l'any al país. La producció va contractar 135 croats per formar part de l'equip de gravació i més de 800 figurants. Es va estrenar des del febrer de 2023 a la cadena australiana Showcase, i des del mes de març del mateix any es va emetre a la britànica ITV.
El febrer de 2023, la sèrie es va renovar per a una tercera temporada. Es va estrenar per primer cop a la plataforma en línia australiana Binge el 25 d'abril de 2024. El 28 de juliol del mateix any es va emetre per la cadena estatunidenca PBS.